# Phyllachora tamoyae
Phyllachora tamoyae är en svampart som beskrevs av Viégas 1944. Phyllachora tamoyae ingår i släktet Phyllachora och familjen Phyllachoraceae.   Inga underarter finns listade i Catalogue of Life.